# T. Hee
Thornton Hee (Oklahoma, 26 marzo 1911 – Montana, 30 ottobre 1988) è stato uno sceneggiatore e disegnatore statunitense.
Ha insegnato design dei personaggi e caricatura. È sempre accreditato come T. Hee.

## Riconoscimenti
- Winsor McCay Award (1981)